# Traverse Theatre
Le Traverse Theatre est un théâtre établi à Édimbourg, en Écosse. 

## Histoire

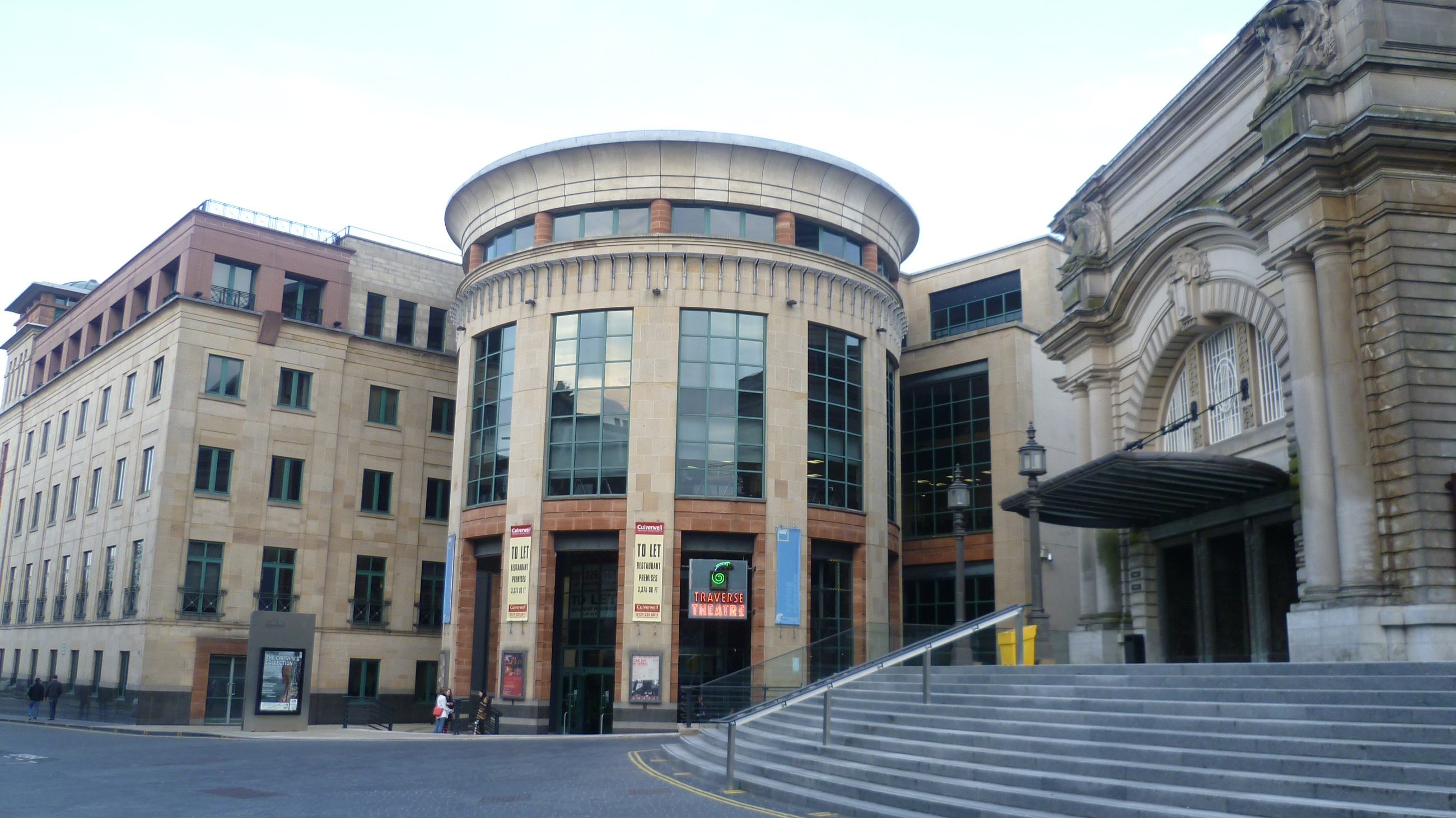
Cambridge Street, avec l'Usher Hall sur la droite.

Le Traverse Theatre est fondé en 1963 par John Calder, John Malcolm (en), Jim Haynes et Richard Demarco.
La Traverse Theatre company commande et développe de nouvelles pièces ou des adaptations d'auteurs dramatiques contemporains, et présente également des productions de compagnies invitées.
Le Traverse est utilisé comme salle pour les spectacles Edinburgh Fringe en août ainsi que du Festival international des enfants d'Édimbourg.

## Directeurs artistiques
- Terry Lane (déc. 1962 – janvier 1964)
- Callum Mill (janvier 1964 – août 1964)
- Jim Haynes (août 1964 – juillet 1966)
- Gordon McDougall (juillet 1966 – décembre 1969)
- Max Stafford-Clark (déc. 1967 – déc. 1969)
- Michael Rudman (février 1970 – février 1973)
- Mike Ockrent (mars 1973 – septembre 1975)
- Chris Parr (septembre 1975 – mars 1981)
- Peter Lichtenfels (avril 1981 – août 1985)
- Jenny Killick (septembre 1985 – décembre 1988)
- Iain Brown (janvier 1989 – août 1996)
- Philip Howard (septembre 1996 – décembre 2007)
- Dominic Hill (janvier 2008 – octobre 2011)[6],[7]
- Orla O'Loughlin (janvier 2012 – décembre 2018)[8]
- Gareth Nicholls - Directeur artistique par intérim (décembre 2018 – présent)[9]

## Voir également
- Bâtiments attenants :  
  - Royal Lyceum Theatre
  - Usher Hall